# Фавалли, Джузеппе
Джузе́ппе Фава́лли (итал. Giuseppe Favalli; 8 января 1972, Ордзинуови, Италия) — итальянский футболист, выступавший на позиции защитника.

## Карьера
Джузеппе дебютировал за «Милан» 22 августа 2006 года в выездном матче квалификационного раунда Лиги чемпионов с белградской «Црвеной Звездой», окончившемся победой гостей со счётом 2:1 (на 82-й минуте вышел на замену вместо Кафу). 8 ноября того же года Фавалли дебютировал в Кубке Италии в матче против «Брешии» (4:2), 10 сентября того же года — в Серии А в матче против «Лацио» (2:1).

## Достижения
- Обладатель Кубка Италии (5): 1997/98, 1999/00, 2003/04, 2004/05, 2005/06
- Финалист Кубка УЕФА: 1997/98
- Обладатель Суперкубка Италии (3): 1998, 2000, 2005
- Обладатель Кубка обладателей кубков: 1998/99
- Чемпион Италии (2): 1999/00, 2005/06
- Обладатель Суперкубка Европы (2): 1999, 2007
- Победитель Лиги чемпионов: 2006/07
- Победитель Клубного чемпионата мира: 2007